# Riki Nakaya
Riki Nakaya (n. 25 iulie 1989, Matsuyama, Japonia) este un judocan ce a reprezentat Japonia, medaliat olimpic. A participat la o ediție a Jocurilor Olimpice (2012) în care a câștigat o medalie de argint.

## Participări
Lista de mai jos prezintă principalele competiții la care a participat Riki Nakaya de-a lungul carierei.
- judo at the 2012 Summer Olympics – men's 73 kg[*]